# Koppe minuta
Koppe minuta là một loài nhện trong họ Corinnidae.
Loài này thuộc chi Koppe. Koppe minuta được Christa L. Deeleman-Reinhold miêu tả năm 2001.